# Flávia Nadalutti
Flávia Nadalutti (Rio de Janeiro, 18 de março de 1961) é uma nadadora brasileira, especialista nos estilos  borboleta e medley, que participou de um dos Jogos Olímpicos pelo Brasil.
Formada em arquitetura, atuou na área ambiental e de sustentabilidade. Tem ainda dois MBAs: em meio ambiente, pelo Instituto Alberto Luiz Coimbra de Pós-Graduação e Pesquisa em Engenharia (2002/2003), e em administração de marketing pela Fundação Getulio Vargas (1999/2000).
Em 2010 foi assessora da presidência da Confederação Brasileira de Desportos Aquáticos para a aplicação do projeto de o Rio de Janeiro se tornar a sede do Campeonato Mundial de Esportes Aquáticos de 2015.
Trabalhou no comitê rrganizador dos Jogos Olímpicos do Rio de Janeiro.

## Trajetória esportiva
Flávia entrou na escolinha de natação aos sete anos, e passou a treinar com Julinho Baltazar a partir dos nove anos. Aos 11 anos conquistou medalha de ouro nos 100 metros nado costas e medalha de prata nos 200 metros medley no campeonato sul-americano.
Em agosto de 1974 participou do Campeonato Nacional do Canadá, e venceu na prova dos 200 metros borboleta, fazendo o quarto melhor tempo do mundo. Com apenas 13 anos de idade, já estava na 12ª posição no ranking mundial.
Participou dos Jogos Pan-Americanos de 1975 na cidade do México, onde ganhou a medalha de bronze no revezamento 4x100 metros medley  e terminou as provas dos 200 metros medley, 200 metros borboleta e 400 metros medley em quinto lugar e, nos 100 metros borboleta acabou em sétimo lugar.
No mesmo ano de 1975, participou do Campeonato Mundial de Esportes Aquáticos em Cali, onde competiu no 4x100 metros medley, cuja equipe era composta por ela e Christiane Paquelet, Lucy Burle e Cristina Teixeira, terminando em 12º lugar, com um tempo de 4m38s75. Competiu também nos 200 metros borboleta, terminando com um tempo de 2m28s53, longe de seu melhor tempo, naquele momento o recorde sul-americano (2m20s10), não indo para as finais.
Foi às Olimpíadas de 1976 em Montreal, onde nadou os 100 metros borboleta, não chegando à final.
Participou no Campeonato Mundial de Esportes Aquáticos de 1978 em Berlim Ocidental, onde terminou em 11º no 400 metros medley individual (quebrando o recorde brasileiro), e 19º lugar nos 200 metros medley individual.
Encerrou a carreira de nadadora no Campeonato Mundial de Berlim mas, seu recorde sul-americano nos 400 metros medley, permaneceu por mais 21 anos.